# Bagnarola (Sesto al Reghena)
Bagnarola (Bagnarole in friulano standard, Bagnarola in friulano occidentale) è una frazione situata nella zona nord-orientale del comune di Sesto al Reghena, è il centro abitato più popoloso del comune con 1875 abitanti. 
Se si considera però l'intera frazione (in base a com'è nello statuto comunale), che comprende anche centri abitati non direttamente assimilabili al loro centroide a causa della loro distanza ad esso (Versiola, e Casette), tale frazione risulta avere 2791 abitanti. 

## Geografia fisica
Bagnarola (intesa come centro abitato), confina a nord con Savorgnano, a est con Ramuscello, a sud-est con Casette e Venzone, a sud con Versiola. 
La frazione di Bagnarola (considerandola com'è nello statuto comunale), confina a nord con Savorgnano, a nord-est ed est con Ramuscello, a sud-est con Cordovado, a sud con Bagnara, a sud-ovest col capoluogo, e a nord-ovest con la frazione di Marignana.  
La frazione dista 4,12 km dal capoluogo (se si tracia la linea dai centri delle due frazioni).  

### Bagnarola
Il centro abitato di Bagnarola può essere concettualmente diviso in:
- I tre nuclei storici dei quali il centro abitato principale è composto, ormai totalmente conurbati in un centro abitato quasi indistinguibile;
- Conurbazioni periferiche come Vissignano, Braida, Borgo di Sotto, Mielme.

#### Nuclei storici
Il centro abitato di Bagnarola è costituita da tre nuclei storici: 
- Borgo Sacile:

Il toponimo, non riconosciuto dalla topomastica comunale ma presente nelle mappe vettoriali, indica un'area ubicata nel incrocio tra Via Sacile, Via Roversecco e Via Mielma.  L'area poi si sviluppa ad est, oltrepassando il Rio Rigolo (che segna a sud il confine con Bagnarola), fino a metà della strada ubicata tra l'incrocio precedentemente citato e la rotatoria, punto - dopo il quale - gli edifici presentano una morfologia più recente.
- Borgo Santa Lucia:

Il toponimo, riconosciuto dallo statuto comunale ma non dalle mappe vettoriali, indica un'area che si sviluppa tra la rotatoria antistante la scuola per poi continuare ad est fino ad incontrare la Roggia Braida (corso d'acqua che divide Bagnarola da Braida).
- Bagnarola:

Originariamente tale toponimo indicava - a giudicare della morfologia del tessuto urbano -  l'area tra la Chiesa di Tutti i Santi e l'incrocio tra le vie Teglio, Borgo di Sotto, Montesanto e Piazza IV Novembre. In seguito il borgo si è esteso inglobando gli altri due.

#### Agglomerazioni periferiche
- Braida:

Località ubicata a nord di Bagnarola, nel incrocio con Via San Rocco, e a sud di Vissignano (sul medesimo asse stradale). Tale toponimo non è riconosciuto dalla topomastica comunale (che la considera parte di Bagnarola) ma è presente nelle mappe vettoriali.
In tale località si trova la chiesa di San Rocco. La località è attraversata longitudinalmente dalla SP28 e cardinalmente da una strada che e a 200 metri a sud-est si biforca in due conducendo a Borgo Magredo e Case Variola.
Il termine bràida (latino medievale braida, di origine longobarda) indicava anticamente un campo suburbano coltivano.
- Vissignano:

Località ubicata a nord di Braida e a sud di Savorgnanutto (loc. di Savorgnano). Si sviluppa nel incrocio tra Via Vissignano e Via Gleris, quest'ultima è una strada rurale che collega la località a Gleris.
- Borgo Magredo:

Località ubicata ad est di Bagnarola lungo parte del omonima via, sulla strada che dalla provinciale 41 (strada tra Bagnarola e Casette) porta a Braida. Ad est la località è "confinata" dalla Roggia Versa, corso d'acqua che passa ad est di tutta la frazione eccetto che per le località di Borgo della Siega e Case Variola dove - incrociandosi con Roggia Braida (corso d'acqua che, passando con un asse longitudinale, divide il centro storico di Bagnarola dalla parte della frazione ubicata ad est, caratterizzata da edifici unifamiliari) diventa il Fiume Lemene.  Ad ovest la località è confinata da un affluente della Roggia Versa (che successivamente affluisce nella Roggia Braida). Nella località è ubicato il "Mulino di Borgo Magredo", un complesso di edifici ridotti a rudere.
- Borgo di Sotto:

Località ubicata nella parte meridionale della frazione, lungo l'omonima strada.
- Mielma:

Località ubicata nella parte più occidentale della frazione.  È composta da due nuclei non lontani tra loro: il primo si trova - ad ovest - nel tratto di Via Fontane (strada agricola che da Mielma porta a Vissignano) adiacente a Via Mielma (SP28), il secondo leggermente più ad est lungo l'omonima via continuando - verosimilmente - o fino al Rio Rigolo (corso d'acqua che - con asse longitudinale - scorre nella Roggia Versiola) oppure oltrepassandolo; tale dubbio è dovuto al fatto che originariamente il tomonimo "Mielme" indicava un'area ubicata ad ovest di tale corso d'acqua, non a est. Il toponimo "Mielme" indicava/indica, appunto, un'area più vasta che si estende più ad ovest. L'origine del toponimo è legata alle località di Melmosa Alta, Melmosa Bassa (Sesto), e di Melmose e Località Melmose (San Vito Al Tagliamento).

### Altre località
- Case Variola:

Complesso agricolo ubicato nella parte meridionale della frazione, è situato a nord-est di Borgo Magredo ed a sud-ovest di Viali (Ramuscello). Ad est è attraversato dalla Roggia Gleris, corso d'acqua con asse longitudinale che - partendo appunto di Gleris - affluisce poco dopo nella Roggia Versa.  Nella località, caratterizzata dal avere uno stato di conservazione degli edifici molto buono, è ubicato il "Molino di Sopra", complesso di edifici - posizionati su un'asse longitudinale - composto da tre fabbricati di cui uno a stalla e gli altri ad uso residenziale.
- Borgo della Siega:

Località ubicata nella parte nord-orientale della frazione lungo Via Siega. Insieme al centro abitato di Case Variola, queste sono le uniche località della frazione a non essere ubicate ad ovest della Roggia Versa.  In tale località si trova il "Mulino di Borgo Siega".
- Casette
- Venchiaredo
- Venzone

## Luoghi di interesse
- Chiesa di San Rocco (Braida)
- Chiesa di Tutti i Santi
- Molino di Borgo Magredo
- Molino di Sopra (Case Variola)
- Molino di Borgo Siega

## Eventi
- Sagra della trota - fine maggio

## Sport ed associazioni
Nella frazione vi sono le seguenti realtà:
- A.S.D. Polisportiva Libertas Albatros: Associazione sportiva legata all'atletica, alle arti marziali, calcio a 5, danza, fitness, ginnastica posturale, e pallavolo. La sede principale si trova a Bagnarola, ma operava anche a Ramuscello e a Sesto .

Le attività dell'associazione sono momentaneamente bloccate per tutta la stagione 2023/2024 a causa di un disaccordo col comune (il comune aveva consigliato all'associazione di alzare le quote d'iscrizione, così quest'ultima ha preferito non prorogare la convenzione).
- Società Filarmonica di Bagnarola

## Trasporti

### Strade
La frazione è attraversata dalle seguenti strade:
- Strada provinciale SP 28 che dal capoluogo, passando per gran parte della frazione di Bagnarola, conduce a Savorgnano;
- Strada provinciale SP 41 che da Bagnarola conduce a Casette.

### Ferrovie
La ferrovia Casarsa-Portogruaro passa ad est del centro abitato, la stazione più vicina è quella di Cordovado-Sesto (3 km).